# Окишев, Анатолий Михайлович
Анатолий Михайлович Окишев (13 сентября 1939 год — 7 марта 2011 год) — советский хоккеист, защитник, тренер. Мастер спорта СССР, заслуженный тренер России. Большую часть карьеры выступал за «Металлург» (Новокузнецк).

## Биография
В 1952 году семья Анатолия Окишева переехала жить на улицу Ушинского в Новокузнецке, дом находился рядом со стадионом. На стадионе местные ребята, также как и Анатолий, все время проводили играя в хоккей. Чтобы купить коньки, мальчик экономил на школьных завтраках, а чтобы достичь результата, часто тренировался до поздней ночи.
Анатолия Окишева пригласил тренироваться в хоккейный клуб «Металлург» Алексей Ветров. Спустя время он смог войти в четверку основных защитников «Металлурга». В 1963 году получил звание мастера спорта СССР. В игре отличался мощным кистевым броском. В «Металлурге» Анатолий Михайлович Окишев отыграл 16 сезонов, в том числе в 1961—1963, 1964—1965, 1966—1968 годах со своим клубом играл в высшей лиге. В высшем эшелоне советского хоккея сыграл 185 матчей, в которых набрал 33 очка (26+7). Помимо новокузнецкого клуба, играл за «Химик» Новосибирск (1960/61) и «Автомобилист» Алма-Ата (1968—1970).
После окончания игровой карьеры стал заниматься тренировкой молодых хоккеистов. Он стал хоккейным наставником в игре раньше, чем официально стал работать тренером, потому что часто давал советы защитнику, с которым играл — Николаю Заречневу. Во время приездов в Москву посещал мастер-классы хоккейного тренера Анатолий Тарасова. Как тренер, Анатолий Михайлович старался делать все, чтобы его коллектив был сплоченным и дружеским. Организовал школу хоккея вместе с Валерием Черновым и Анатолием Чурабаевым. Тренировал Алексея Кицина. Вадима Буценко, Александра Филлипенко, Николая Машина, Андрея Ремовича Лучанского, который также стал тренером, серебряного призера чемпионата МХЛ Максима Четыркина. Работал тренером специализированной детско-юношеской школы олимпийского резерва по хоккею с мячом в Новокузнецке.
В сезонах 1974/75, 1979/80, 1982/83 был главным тренером «Металлурга» в первой и второй лигах.
Умер 7 марта 2011 года .

## Награды
- Юбилейная медаль «60 лет Кемеровской области»[6].